# Lucquy
Pour l’article homonyme, voir Lucky.
Lucquy est une commune française, située dans le département des Ardennes en région Grand Est.

## Géographie

### Localisation
Lucquy compte un important hameau doté d'une gare ferroviaire : Amagne-Lucquy.

### Hydrographie
La commune est dans la région hydrographique « la Seine du confluent de l'Oise (inclus) à l'embouchure » au sein du bassin Seine-Normandie. Elle est drainée par le cours d'eau 01 du Buisson Baudelet, le cours d'eau 01 de Raussart, le cours d'eau 01 du Touillon, le cours d'eau 03 de la commune de Lucquy, le cours d'eau 04 de la commune de Lucquy et le cours d'eau 01 de la Bertonnière,.

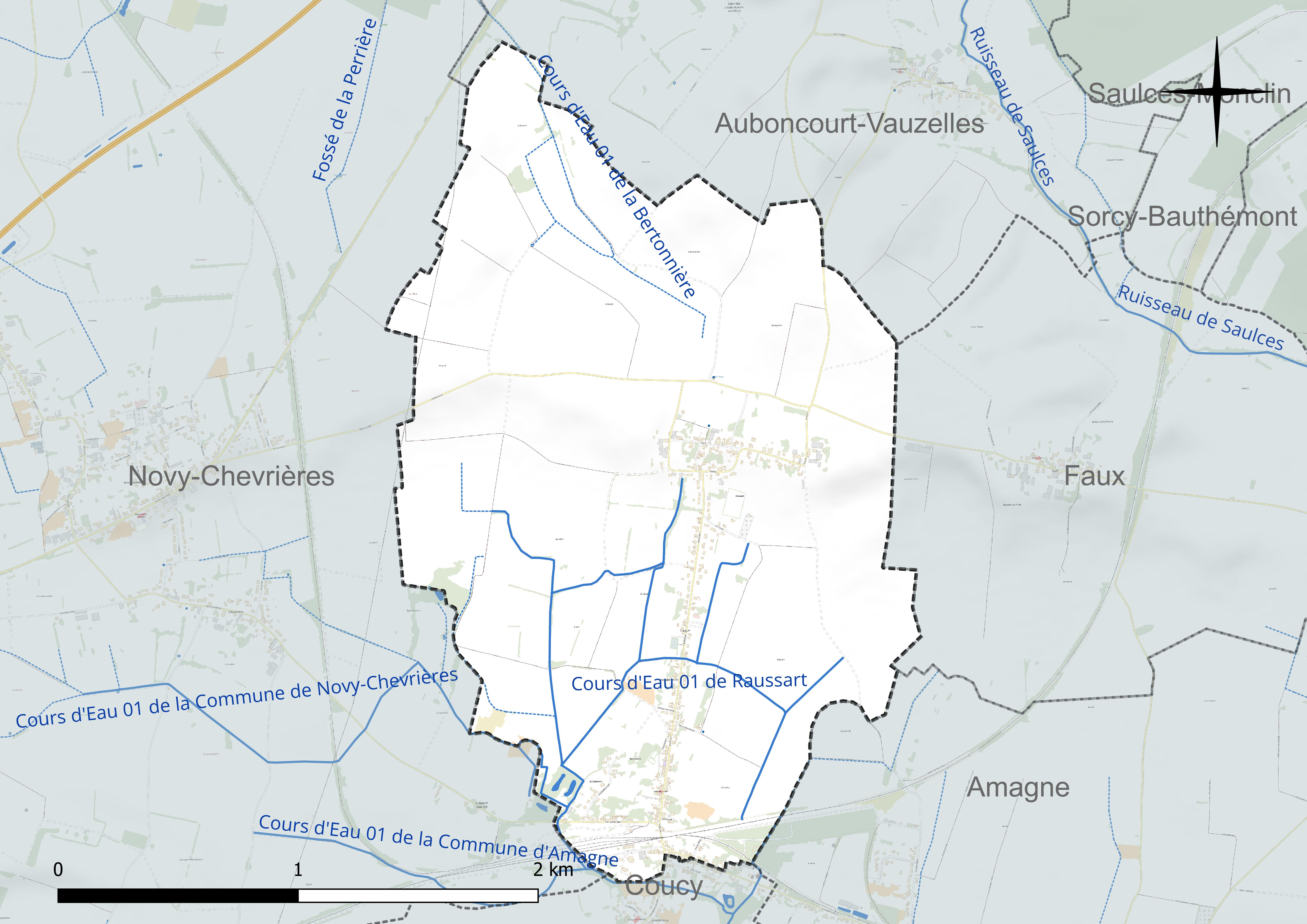
Réseau hydrographique de Lucquy.

### Climat
Pour des articles plus généraux, voir Climat du Grand Est et Climat des Ardennes.
En 2010, le climat de la commune est de type climat océanique dégradé des plaines du Centre et du Nord, selon une étude du Centre national de la recherche scientifique s'appuyant sur une série de données couvrant la période 1971-2000. En 2020, Météo-France publie une typologie des climats de la France métropolitaine dans laquelle la commune est exposée à un climat océanique altéré et est dans la région climatique Nord-est du bassin Parisien, caractérisée par un ensoleillement médiocre, une pluviométrie moyenne régulièrement répartie au cours de l’année et un hiver froid (3 °C).
Pour la période 1971-2000, la température annuelle moyenne est de 10,1 °C, avec une amplitude thermique annuelle de 15,5 °C. Le cumul annuel moyen de précipitations est de 754 mm, avec 11,7 jours de précipitations en janvier et 8,8 jours en juillet. Pour la période 1991-2020, la température moyenne annuelle observée sur la station météorologique de Météo-France la plus proche, « Saulces-Champenoises », sur la commune de Saulces-Champenoises à 9 km à vol d'oiseau, est de 11,0 °C et le cumul annuel moyen de précipitations est de 691,6 mm. 
La température maximale relevée sur cette station est de 41,1 °C, atteinte le 25 juillet 2019 ; la température minimale est de −13,9 °C, atteinte le 7 février 2012,,.
Les paramètres climatiques de la commune ont été estimés pour le milieu du siècle (2041-2070) selon différents scénarios d'émission de gaz à effet de serre à partir des nouvelles projections climatiques de référence DRIAS-2020. Ils sont consultables sur un site dédié publié par Météo-France en novembre 2022.

## Urbanisme

### Typologie
Au 1er janvier 2024, Lucquy est catégorisée commune rurale à habitat dispersé, selon la nouvelle grille communale de densité à 7 niveaux définie par l'Insee en 2022.
Elle est située hors unité urbaine et hors attraction des villes,.

### Occupation des sols
L'occupation des sols de la commune, telle qu'elle ressort de la base de données européenne d’occupation biophysique des sols Corine Land Cover (CLC), est marquée par l'importance des territoires agricoles (88,1 % en 2018), une proportion identique à celle de 1990 (88,1 %). La répartition détaillée en 2018 est la suivante : 
terres arables (82,1 %), zones urbanisées (11,9 %), zones agricoles hétérogènes (4 %), prairies (2 %). L'évolution de l’occupation des sols de la commune et de ses infrastructures peut être observée sur les différentes représentations cartographiques du territoire : la carte de Cassini (XVIIIe siècle), la carte d'état-major (1820-1866) et les cartes ou photos aériennes de l'IGN pour la période actuelle (1950 à aujourd'hui).

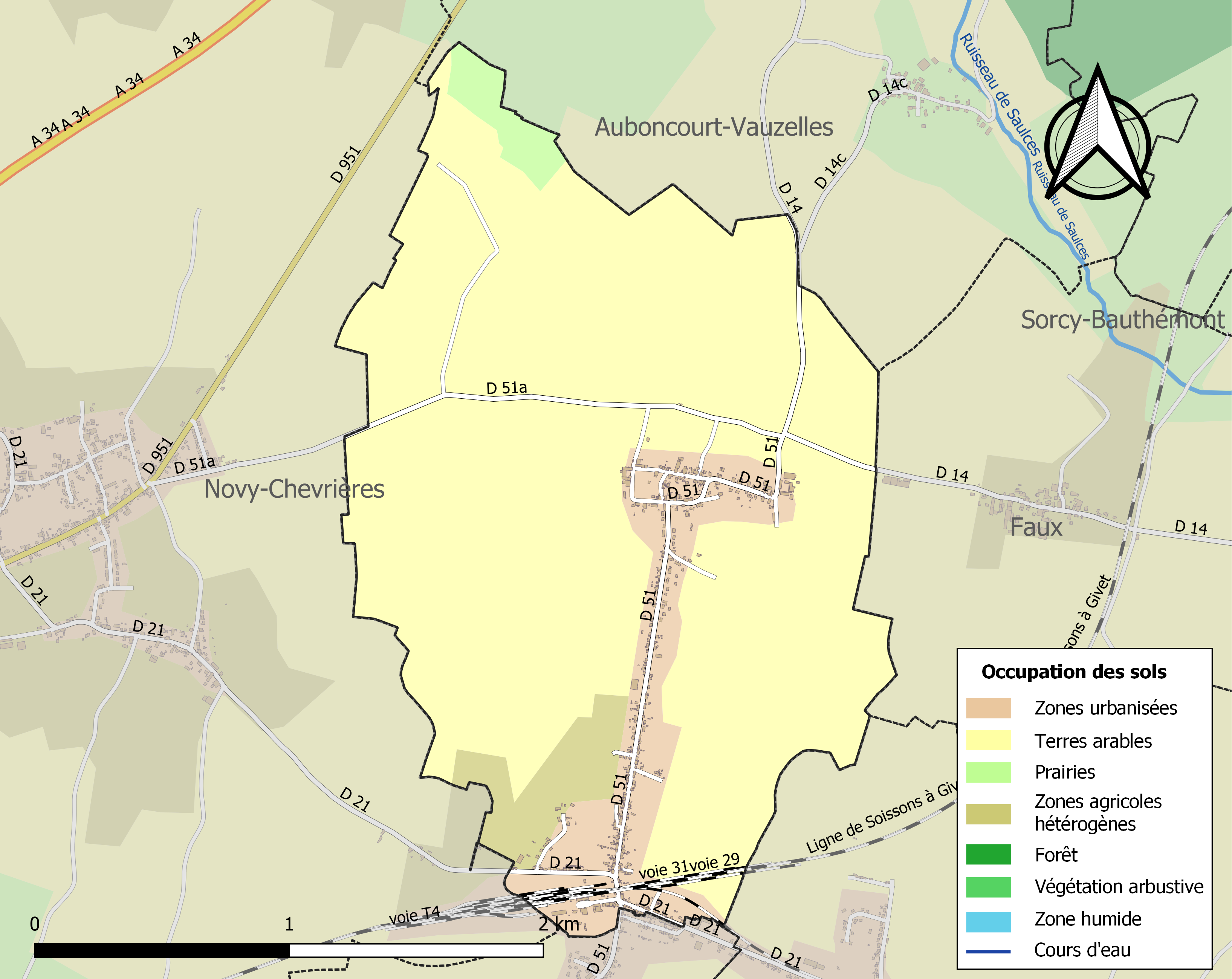
Carte des infrastructures et de l'occupation des sols de la commune en 2018 (CLC).

## Histoire
Lucquy apparaît sur la carte de Cassini comme un hameau. La commune de Lucquy a été créée en 1793, probablement à partir du territoire de la commune de Faux. En 1828, les communes de Lucquy et de Faux ont fusionné pour donner naissance à la commune de Faux-Lucquy. Cette dernière fut supprimée en 1871 pour former deux communes distinctes, Lucquy et Faux.

## Politique et administration
| Période                                  | Période                   | Identité                                         | Étiquette | Qualité |
| ---------------------------------------- | ------------------------- | ------------------------------------------------ | --------- | ------- |
| octobre 1944                             | mars 1948                 | Gaston Venet,                                    | SFIO      |         |
|                                          |                           |                                                  |           |         |
| mars 2001                                | mars 2008                 | Michel Ducat                                     |           |         |
| mars 2008                                | En cours (au 26 mai 2020) | Alain Lamorlette, Réélu pour le mandat 2020-2026 |           |         |
| Les données manquantes sont à compléter. |                           |                                                  |           |         |

## Démographie
L'évolution du nombre d'habitants est connue à travers les recensements de la population effectués dans la commune depuis 1793. Pour les communes de moins de 10 000 habitants, une enquête de recensement portant sur toute la population est réalisée tous les cinq ans, les populations de référence des années intermédiaires étant quant à elles estimées par interpolation ou extrapolation. Pour la commune, le premier recensement exhaustif entrant dans le cadre du nouveau dispositif a été réalisé en 2007.

En 2022, la commune comptait 579 habitants, en évolution de −1,36 % par rapport à 2016 (Ardennes : −2,97 %, France hors Mayotte : +2,11 %).
| 1793 | 1800 | 1806 | 1821 | 1872 | 1876 | 1881 | 1886 | 1891 |
| ---- | ---- | ---- | ---- | ---- | ---- | ---- | ---- | ---- |
| 158  | 183  | 197  | 199  | 221  | 328  | 460  | 595  | 780  |

| 1896 | 1901 | 1906  | 1911  | 1921  | 1926  | 1931  | 1936 | 1946 |
| ---- | ---- | ----- | ----- | ----- | ----- | ----- | ---- | ---- |
| 799  | 927  | 1 078 | 1 083 | 1 032 | 1 076 | 1 052 | 921  | 874  |

| 1954 | 1962 | 1968 | 1975 | 1982 | 1990 | 1999 | 2006 | 2007 |
| ---- | ---- | ---- | ---- | ---- | ---- | ---- | ---- | ---- |
| 835  | 726  | 631  | 607  | 501  | 455  | 489  | 524  | 528  |

| 2012 | 2017 | 2022 | - | - | - | - | - | - |
| ---- | ---- | ---- | - | - | - | - | - | - |
| 613  | 580  | 579  | - | - | - | - | - | - |

## Culture locale et patrimoine

### Lieux et monuments
- La gare d'Amagne - Lucquy est située sur la commune de Lucquy à proximité d'Amagne. La gare est desservie par les trains du réseau TER Fluo. Un dépôt et des ateliers de réparations de wagons ont existé en ce lieu de 1883 à 1969.
- La MFR (Maison Familiale Rurale) est un établissement scolaire par alternance.
- Église Sainte-Jeanne-d'Arc de Lucquy.
- Petite chapelle-oratoire de la Vierge à l'Enfant.

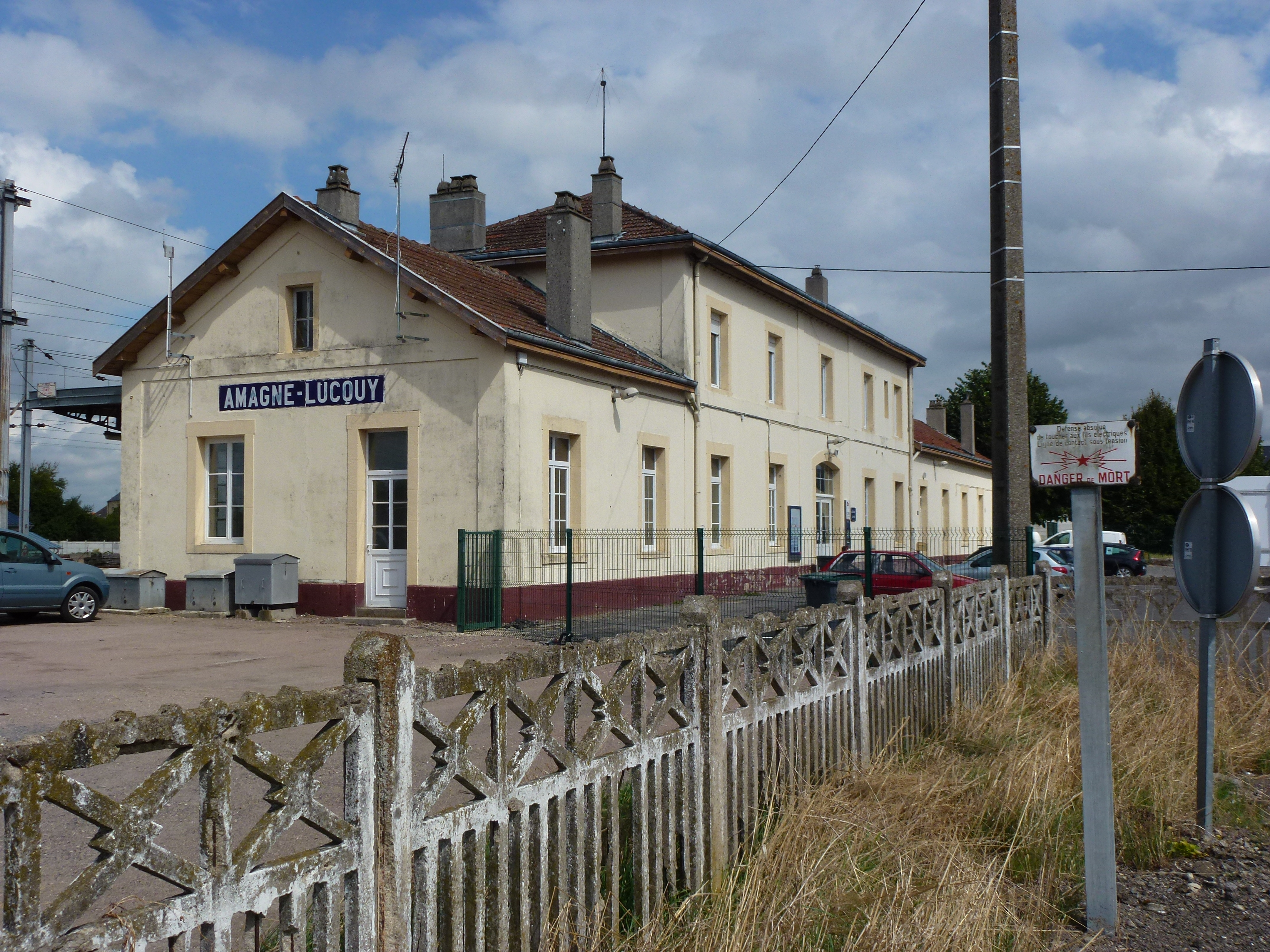
La gare d'Amagne-Lucquy.
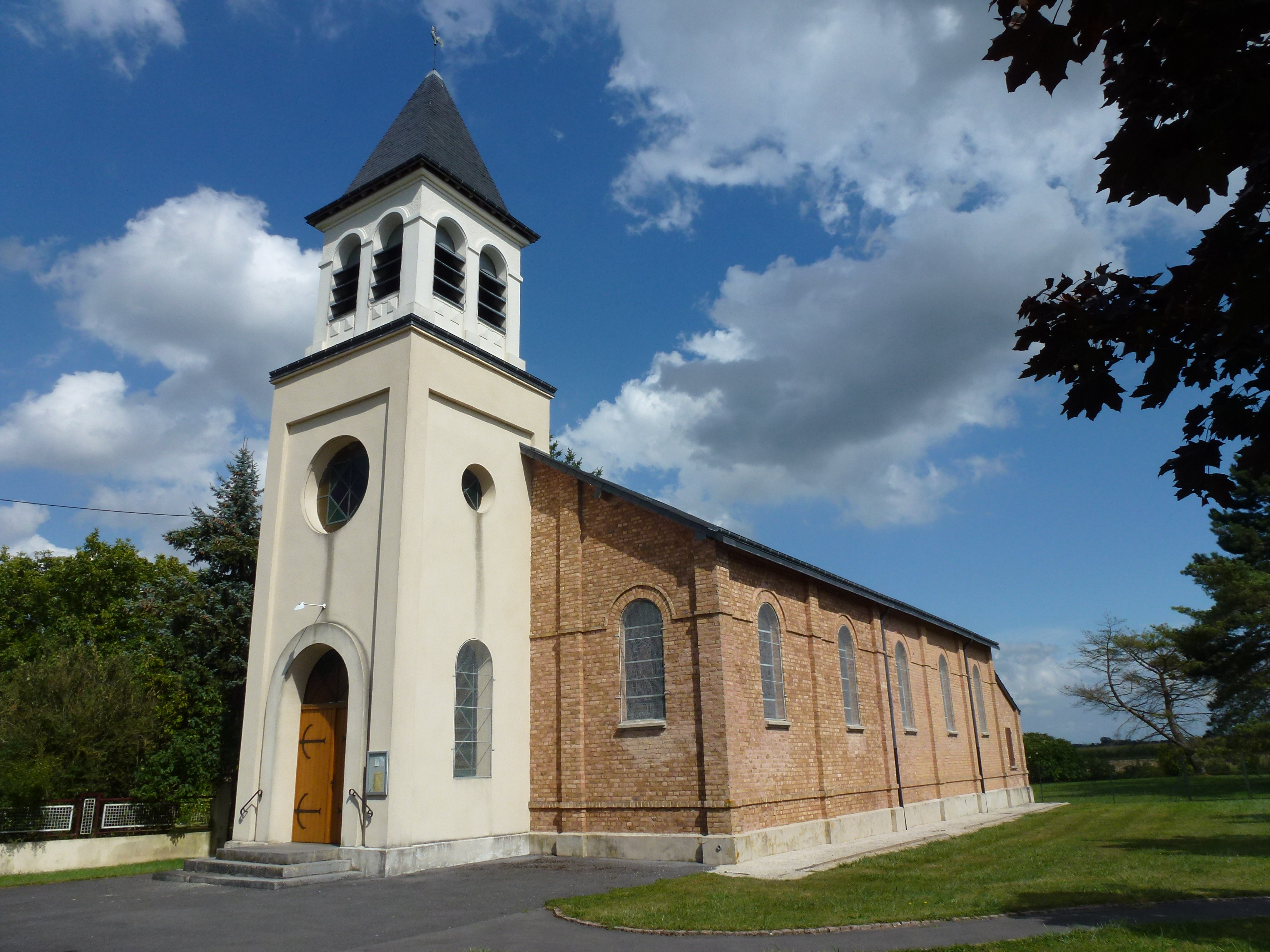
L'église.
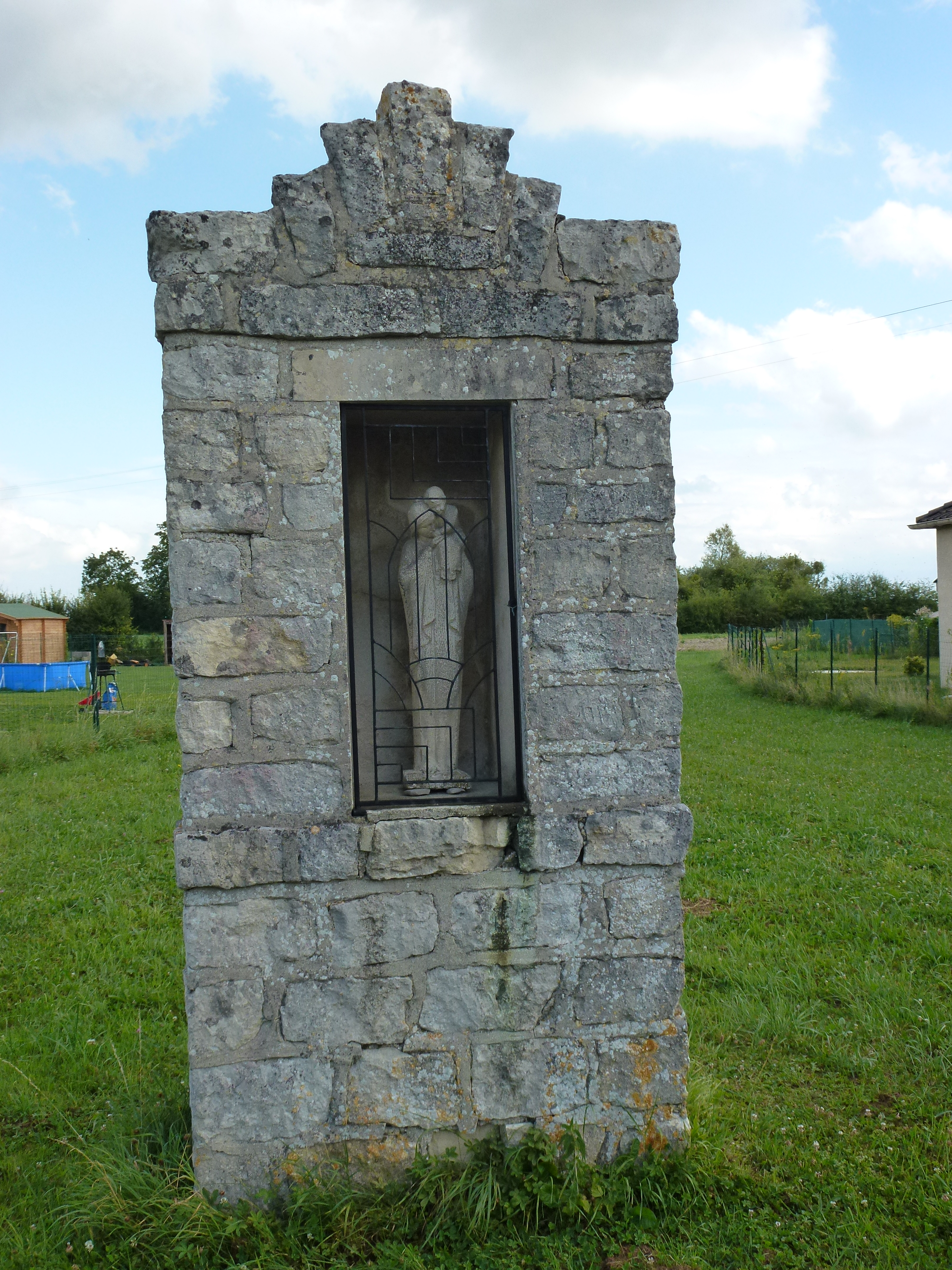
Petite chapelle-oratoire.

### Héraldique
| Blason de Lucquy | Blason  | D'or au bâton de prieur de sable accosté en pointe de deux feuilles de chêne de sinople, celle de dextre posée en bande, l'autre en barre, à deux francs-cantons de gueules chargés chacun d'une fleur de lis d'or. |
| Blason de Lucquy | Détails | |